# Laila Friis-Salling
Laila Friis-Salling (* 11. April 1985) ist eine grönländische, international häufig auch für das grönländische Mutterland Dänemark startende, Freestyle-Skierin in der Disziplin Halfpipe.

## Leben
Laila Friis-Salling ist die Tochter des Unternehmers und reichsten Grönländers Jens Kristian Friis Salling (* 1949) und der Politikerin Augusta Salling (* 1954). Sie studierte Psychologie in Dänemark und lebt in Aalborg. 2018 nahm sie an der 15. Staffel von Vild med dans teil, der dänischen Version von Let’s Dance, wo sie zusammen mit ihrem Tanzpartner Morten Kjeldgaard den siebten Platz erreichte. Sie ist seit 2019 liiert mit dem dänischen Schauspieler Mads Madsen (* 1992).

## Karriere
Laila Friis-Salling bestritt ihr erstes internationales Rennen Mitte Dezember 2014 im Rahmen von FIS-Rennen im US-amerikanischen Copper Mountain und wurde unter 19 Starterinnen 17. Wenige Wochen später belegte sie bei einem Wettbewerb in Seven Springs Ressort mit Rang sechs ihre erste Top-Ten-Platzierung, bei allerdings nur sieben Starterinnen. Damit hatte sie genug FIS-Punkte erreicht, um in der Nordamerikanischen Rennserie Nor-Am Cup anzutreten. Hier bestritt sie Anfang Februar 2015 ihr erstes Rennen in Mammoth Mountain und wurde als 15. Vorletzte. Drei Tage später belegte sie unter 14 Starterinnen den 12. Platz. Ende des Monats folgte der erste Einsatz im Freestyle-Skiing-Weltcup. In Park City belegte sie den 14. von 19 Starterinnen, qualifizierte sich damit aber nicht für den Finallauf. Im März folgte mit dem zweiten Rennen im Weltcup zugleich das erste Weltcuprennen in Europa. In Tignes wurde die Grönländerin 18. von 19 Starterinnen. Mit 31 Punkten wurde sie am Ende 18. des Halfpipe-Weltcups und 105. der Freestyle-Gesamtwertung aller Disziplinen. Die folgende Saison 2015/16 sollte Friis-Sallings erfolgreichste im Weltcup werden. Mit 63 Punkten wurde sie 14. der Gesamtwertung in der Halfpipe und 86. Disziplinenübergreifend. Im ersten Saisonrennen im neuseeländischen Cardrona Alpine Resort verpasste sie als 10. zwar erneut das Finale der besten acht, erreichte dennoch die erste ihrer beiden Top-Ten-Resultate bei insgesamt 16 Rennen im Weltcup.
Erste internationale Meisterschaft für Friis-Salling wurden die Freestyle-Skiing-Weltmeisterschaften 2017 in der spanischen Sierra Nevada. Sie erreichte den 20. Rang von 25 Starterinnen und ließ dabei unter anderem die deutsche Frühere Juniorenweltmeisterin Sabrina Cakmakli hinter sich. Ende 2017 erreichte sie in Secret Garden in China als Zehntplatzierte noch einmal eine Top-Ten-Platzierung im Weltcup. Höhepunkt der Karriere wurden die Olympischen Winterspiele 2018, bei denen die für Dänemark startend den 23. und damit vorletzten Platz belegte. Das Weltcuprennen in Tignes nach den Spielen wurden ihr letzter internationaler Einsatz; Friis-Salling beendete ihre Karriere mit einem 17. Rang.